# 헨리에타 랙스

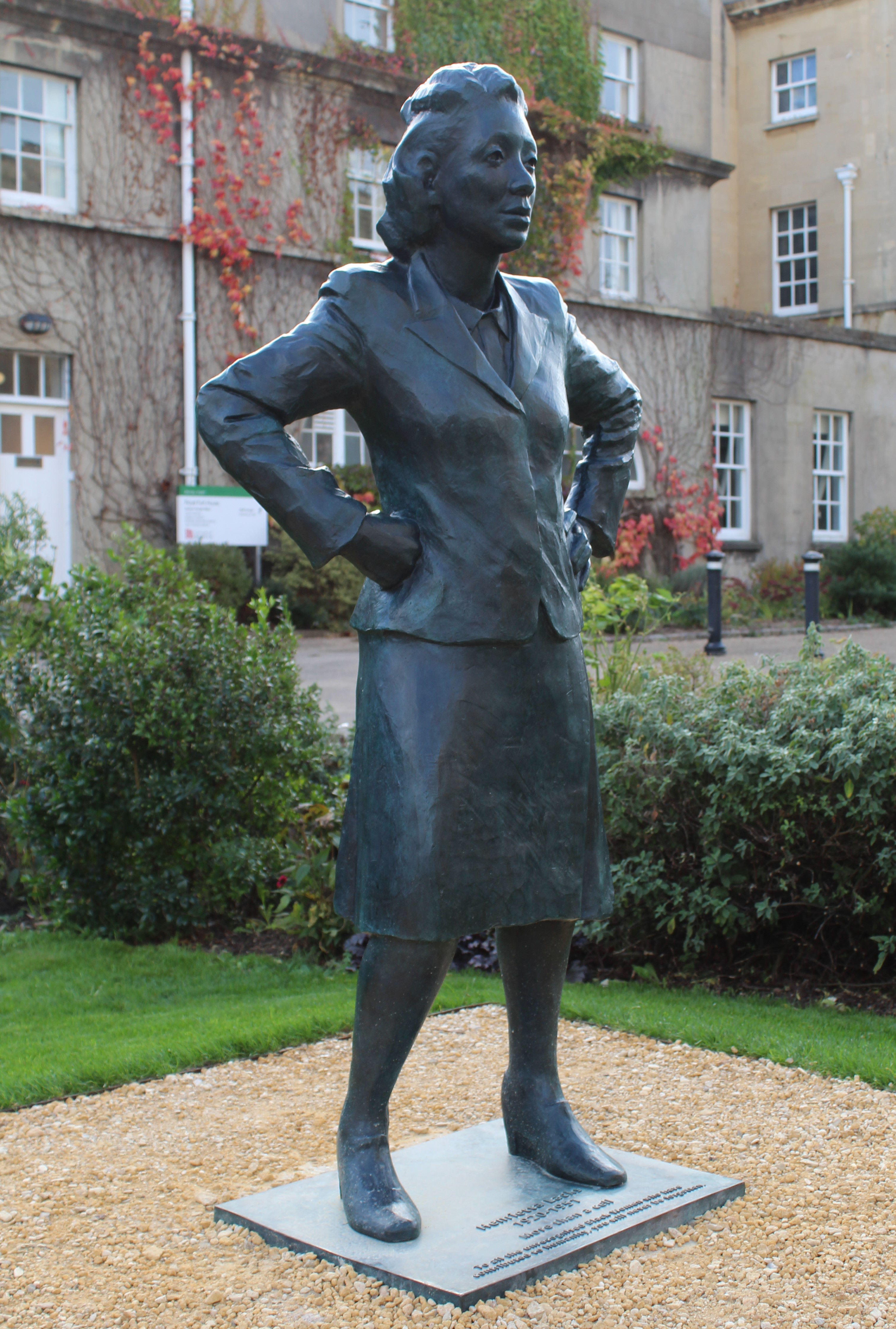

헨리에타 랙스(Henrietta Lacks, 1920년 8월 1일 버지니아주 로어노크 – 1951년 10월 4일)는 아프리카계 미국인 여성으로 그의 암세포는 최초의 불멸화된 인간 세포주이자 가장 중요한 세포주 중 하나인 헬라 세포주의 원천이다. 불멸화 세포주(immortalized cell line)는 특정 조건에서 무한정 번식하며, 헬라 세포주는 오늘날까지도 계속해서 귀중한 의료 데이터의 원천이 되고 있다.
랙스는 1951년 메릴랜드주 볼티모어에 있는 존스 홉킨스 병원에서 자궁경부암 치료 중 생검을 실시한 종양에서 자신도 모르는 사이에 이러한 세포의 출처였다. 그런 다음 이 세포는 헬라(HeLa)로 알려진 세포주를 만든 조지 오토 가이(George Otto Gey)에 의해 배양되었다. 여전히 의학 연구에 사용된다. 당시 관행과 마찬가지로 랙스의 치료를 통해 얻은 세포를 배양하는 데 동의가 필요하지 않았다. 그녀와 그녀의 가족 모두 헬라 세포의 추출이나 사용에 대한 보상을 받지 못했다.
헬라의 불멸화 세포주의 기원에 대한 일부 정보가 1970년 이후 연구자들에게 알려졌음에도 불구하고 랙스 가족은 1975년까지 이 계통의 존재를 알지 못했다. 세포주의 유전적 출처에 대한 지식이 공개되면서 의학 연구 및 연구에 사용되었다. 상업적인 목적으로 개인 정보 보호와 환자의 권리에 대한 우려가 계속해서 제기되고 있다.